# Lamachus tsugae
Lamachus tsugae là một loài tò vò trong họ Ichneumonidae.